# Nanostrangalia melanopus
Nanostrangalia melanopus är en skalbaggsart som beskrevs av Holzschuh 2008. Nanostrangalia melanopus ingår i släktet Nanostrangalia och familjen långhorningar.
Artens utbredningsområde är Laos. Inga underarter finns listade i Catalogue of Life.